# Martin Starec
Martin Starec (* 10. dubna 1962 Praha) je český politik, v letech 1998 až 2002 poslanec Poslanecké sněmovny PČR, v letech 2003 až 2006 a opět 2011 až 2017 místopředseda ČSSD, od roku 2017 ekonomický ředitel ČSSD.

## Biografie
V roce 1985 dostudoval Výrobně ekonomickou fakultu Vysoké školy ekonomické v Praze. Působil pak v letech 1985–1990 jako vědecký pracovník a odborný asistent na VŠE. V 80. letech 20. století byl členem KSČ, ale ze strany vystoupil ještě před koncem komunistického režimu. V letech 1988–1989 byl režimem stíhán kvůli své účasti na opoziční demonstraci.
Po sametové revoluci se zapojil do politiky. Již v roce 1989 vstoupil do obnovené sociální demokracie. V letech 1989–1995 pracoval v jejím organizačním oddělení, později byl zástupcem organizačního tajemníka a pracoval v ústředním sekretariátu ČSSD. V letech 1995–1998 zastával funkce zástupce tajemníka poslaneckého klubu ČSSD v poslanecké sněmovně. V komunálních volbách roku 1994 kandidoval neúspěšně do zastupitelstva městské části Praha 6 za ČSSD.
Ve volbách v roce 1998 byl zvolen do poslanecké sněmovny za ČSSD (volební obvod Severočeský kraj). Byl členem sněmovního hospodářského výboru a členem výboru ústavněprávního. Ve sněmovně setrval do voleb v roce 2002. V období září 2002 – březen 2003 potom pracoval v kanceláři ministra vnitra.
V letech 1997–1999 byl předsedou Ústřední kontrolní komise ČSSD, v letech 1999–2001 jejím členem a v období let 2001–2003 místopředsedou. V roce 2003 a znovu roku 2005 byl zvolen místopředsedou ČSSD pro řízení. V červenci 2006 ale z funkce místopředsedy odstoupil. V březnu 2007 a znovu roku 2009 byl opětovně zvolen předsedou Ústřední kontrolní komise ČSSD. V březnu 2011 se stal místopředsedou ČSSD pro hospodaření. Na 38. sjezdu ČSSD v březnu 2015 obhájil post místopředsedy strany, získal 474 hlasů.
Na 39. sjezdu ČSSD v Brně v březnu 2017 už funkci místopředsedy strany neobhajoval. Měsíc předtím se však stal ekonomickým ředitelem ČSSD.
S manželkou Lucií má dceru Magdu a syna Tomáše. Je vnukem významného právníka a člena ČSSD Františka Tržického.